# Пшеничное пиво
Пшеничное пиво (белое пиво, вайцен, вайсбир, нем. Weizenbier, Weissbier, нидерл. Witbier) — это пиво верхового брожения, которое варится с большой долей пшеницы по отношению к количеству ячменного солода. Два основных сорта — немецкий Weizenbier и бельгийский Witbier.
Другие типы включают ламбик (изготавливается с использованием диких дрожжей), Berliner Weisse (мутное, кислое пиво) и гозе (кислое, соленое пиво).

## Описание
Характеризуется добавкой к ячменному солоду пшеничного солода или пшеницы при изготовлении пивного сусла. Имеет банановый пряный вкус, что обусловлено значительным содержанием эфиров, возникающих за счет высоких температур брожения. На вкус и аромат пшеничного пива прежде всего влияют такие вещества, как изоамилацетат и 4-винил гваякол. Пшеничное пиво особенно распространено в Баварии и Южной Германии. Это, как правило, мутное (нефильтрованное) и светлое пиво. Но бывает и фильтрованное пшеничное пиво (кристаллвайцен, нем. Kristallweizen) и тёмное пшеничное пиво (Дункельвайцен, нем. Dunkelweizen).
В России производство пшеничного пива стало активно развиваться в 2000-х. Пшеничное пиво российского производства представлено в основном лагерами, технология верхового брожения почти не применяется. На российском массовом рынке пива медалью международной премии отмечено пиво верхового брожения «Хамовники Пшеничное» (золотая медаль премии «Monde Selection 2014»).
Популяризированный в последнее столетие властями и пивоварами Германии баварский «Закон о чистоте пива» 1516 года имел целью ограничение производства, в том числе, пшеничного пива ради сохранения пшеницы для производства хлеба.

## Сорта
Наиболее распространены следующие стили пшеничного пива:
- Хефевайцен (нем. Hefeweizen, «дрожжевое пшеничное») или вайсбир (нем. Weißbier, «белое пиво») содержит зерновую и дрожжевую взвеси, поэтому останется мутным. По вкусу оно «полнее» фильтрованного. Существуют разные способы изготовления:
  - Традиционный способ подразумевает проведение главного (основного) брожения в открытых бродильных чанах, а дображивание и созревание в бутылках. Существует мнение, что отказ от пастеризации повышает вкусовые качества, но увеличивает риск микробиологического заражения и, вследствие этого, быстрой порчи напитка.
  - Большинство пивоварен в настоящее время использует более современный способ сбраживания сусла в цилиндро-конических танках, появившийся в конце XIX века и получивший широкое распространение с середины XX. Он отличается тем, что главное и дополнительное брожение проходят в одной герметичной ёмкости.
  - Некоторые производители после главного брожения отфильтровывают дрожжи верхового брожения и добавляют дрожжи низового брожения для придания пиву более сухого вкуса. Баварское тёмное пшеничное пиво

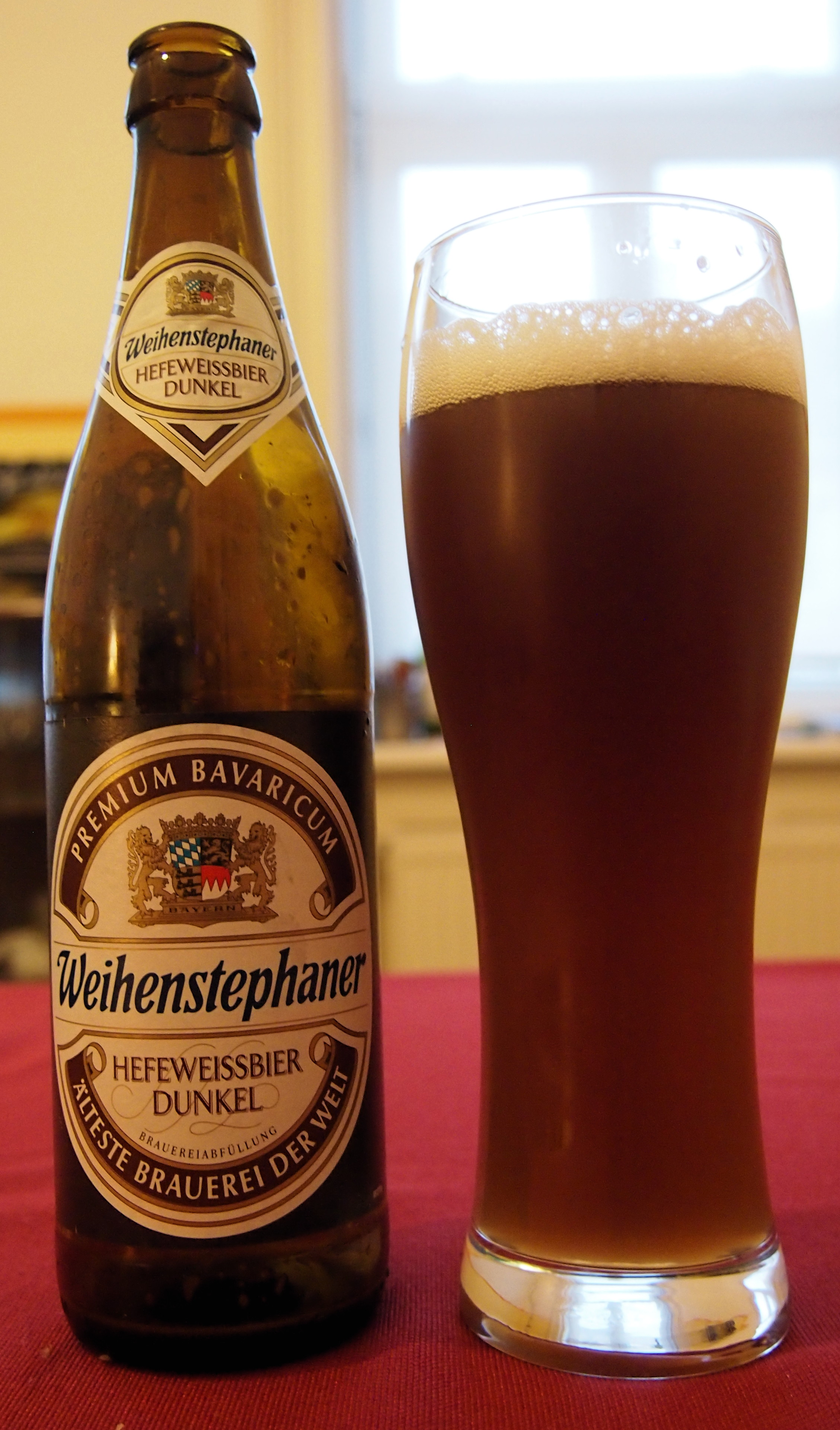
Баварское тёмное пшеничное пиво

- Дункельвайцен (нем. Dunkelweizen, «тёмное пшеничное») или тёмный вайсбир (нем. Dunkles Weißbier, «тёмное белое пиво») варится с добавлением тёмного солода.

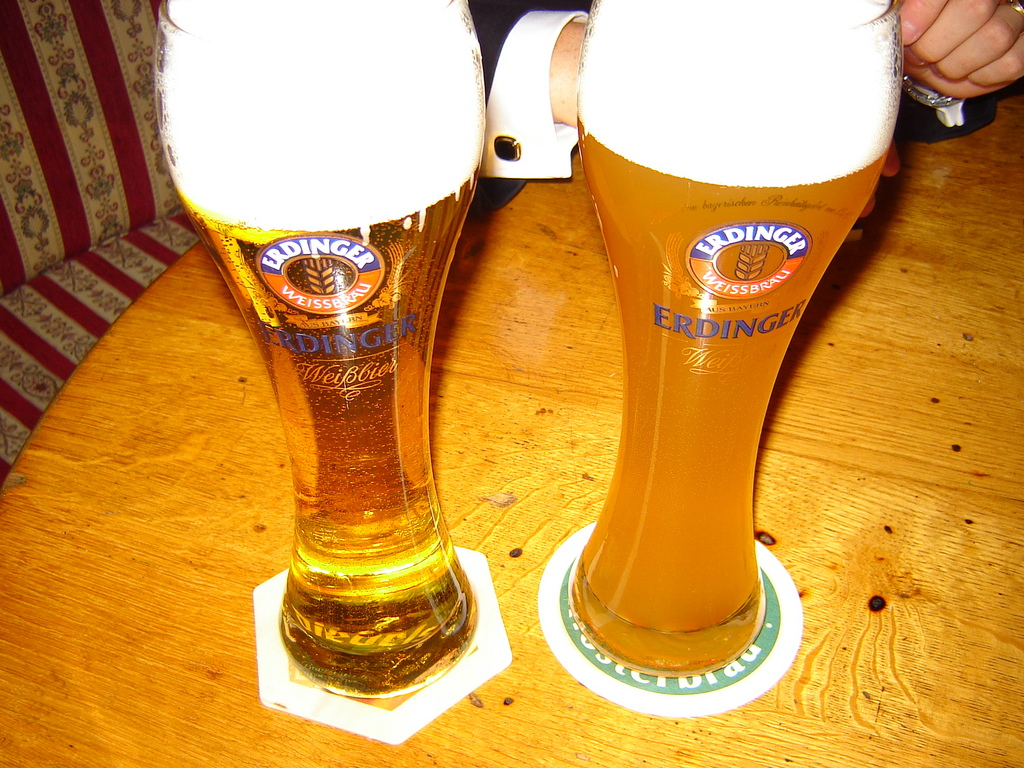
Сравнение «Кристаллвайцена» (слева) и «Хефевайцена» (справа)

- Сравнение «Кристаллвайцена» (слева) и «Хефевайцена» (справа)Кристаллвайцен (нем. Kristallweizen, «хрустальное пшеничное») путём фильтрации перед розливом освобождается от остатков дрожжей.
- Вайценбок (нем. Weizenbock, «пшеничное с крепостью бока») — крепкий вид хефевайцена. Впервые сварен пивоварней Schneider Weisse G. Schneider & Sohn GmbH в 1907 году.
- Витбир (нидерл. Witbier, «белое пиво») или бланш (фр. Blanche, «белое») — бельгийское пшеничное нефильтрованное пиво верхового брожения из Фландрии. При приготовлении сусла, помимо ячменного солода, используют несоложённую пшеницу, кориандр и апельсиновую цедру.
- Берлинер вайссе (нем. Berliner Weiße, «берлинское белое») — кислое пшеничное пиво, распространенное в Берлине. Брожение этого сорта проводят не только с использованием дрожжей верхового брожения, но и с молочнокислыми бактериями, а также дикими дрожжами Brettanomyces. В чистом виде такое пиво употребляется редко, в основном его пьют с различными сиропами.

Цвет пшеничного пива во многом зависит от солода. Кристаллвайцен обычно очень светлый и ясный. У хефевайцена спектр идёт от светлых, золотистых сортов к сортам орехового цвета до темно-коричневых (чёрных) с дымным ароматом и бо́льшим содержанием алкоголя.
Кроме того, производят безалкогольные и «лёгкие» (с уменьшенным содержанием алкоголя) сорта.

## Культура употребления

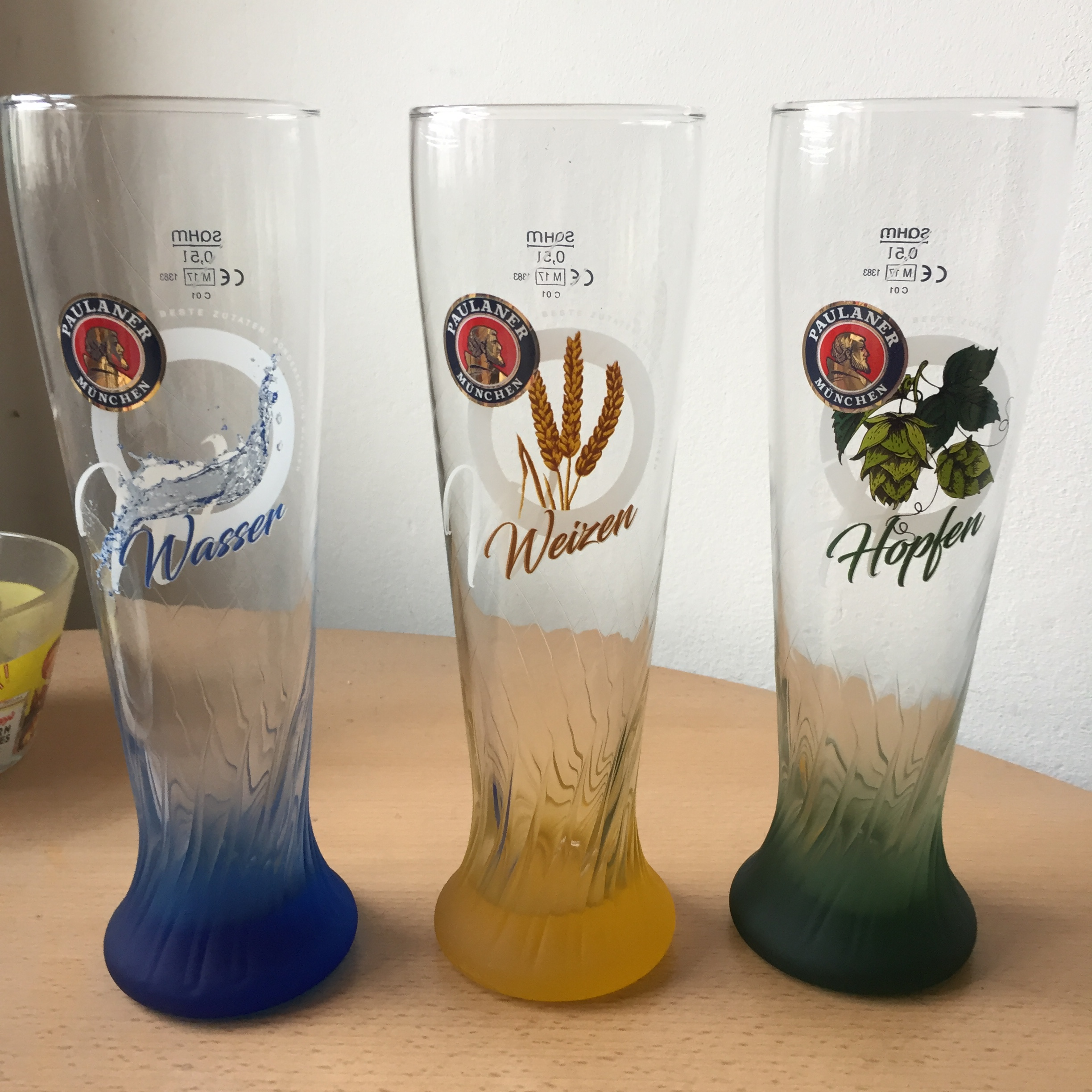
Одна из форм стакана для пшеничного пива в баварском стиле

### Стакан
Пшеничное пиво традиционно пьют из особых высоких, стройных стаканов. Форма стакана так выбрана, чтобы пузырьки углекислого газа медленно поднимались по напитку. Тем самым пиво дольше останется «свежим». Стаканы имеют узкую среднюю часть, широкую сферообразную верхнюю часть и массивное тяжёлое дно (для устойчивости стакана из-за формы средней и верхней части стакана). Чокаются традиционно днищами стаканов, не в последнюю очередь по этой причине они сделаны массивными. Непосредственно перед наливанием стаканы моют в холодной воде, чтобы держать под контролем сильное развитие пены, которое характерно для пшеничного пива. Давнюю традицию, (особенно в Баварии), имеет спор о том, как правильно наливать пиво в стакан. Одни предпочитают наклонять стакан и осторожно в него наливать пиво. Другие надевают стакан на бутылку и быстро опрокидывают её.

### Температура
Пшеничное пиво считается типичным летним пивом. Его обязательно надо хранить в прохладном месте. Его пьют охлаждённым, но не очень холодным, чтобы могли развиться комплексные вкусовые качества такого пива. Для кристаллвайцена рекомендуют 7—8 °C, для светлого хефевайцена 8—10 °C. Более крепкие тёмные сорта могут быть поданы на стол в более «тёплом» виде.

## Популярные марки пшеничного пива
- Andechser
- Augustiner
- Ayinger
- Blanche de Bruxelles
- Blanche de Namur
- Edelweiss
- Erdinger
- Franziskaner
- Hacker-Pschorr
- Hoegaarden
- Hofbräu München
- Kronenbourg 1664 Blanc
- Maisel’s Weisse
- Paulaner
- Stiegl
- Schneider Weisse
- St. Bernardus
- Vedett
- Weihenstephaner
- Балтика 8 Пшеничное
- Жигули Барное Пшеничное
- Хамовники Баварское